# Lyman Young
Lyman Young (Chicago, 20 ottobre 1893 – Port Angeles, 12 febbraio 1984) è stato un fumettista statunitense, maggiormente noto per la serie Cino e Franco.

## Biografia
Fratello maggiore di Murat "Chic" Young, creatore della striscia Blondie e Dagoberto, studiò all'Art Institute of Chicago. Esordì come disegnatore nel 1924, illustrando la serie The Kelly Kids di C. W. Kahles.
Creò la sua prima serie The Kid Sisters nel 1927, e un anno dopo diede vita alla sua opera più nota, la serie avventurosa Cino e Franco (Tim Tyler's Luck), che riscosse un immediato successo in patria e all'estero. Nel 1935 creò la serie investigativa Curley Harper. Si ritirò alla fine degli anni cinquanta, affidando le tavole domenicali di Cino e Franco a Tom Massey e quelle giornaliere al figlio Bob.